# Christian Theis
Christian Theis (n. 1992) es un árbitro de baloncesto alemán. Adscrito al DBB, dirige de forma habitual en la easyCredit BBL y, desde la temporada 2024-25, forma parte del plantel de oficiales de EuroLeague Basketball (Euroliga y EuroCup).

## Trayectoria
Formado en el arbitraje alemán, Theis se estrenó en la BBL en 2020 y fue seleccionado para el Playoff-Kader de la liga en 2025. En septiembre de 2024 fue incorporado al grupo de árbitros de EuroLeague Basketball tras el clinic anual de pretemporada en Zagreb.
Desde 2023 figura como árbitro FIBA, anunciado públicamente al integrarse en la “FIBA family”.

## Euroliga y EuroCup
- Euroliga: 2024–25 – presente (listado oficial y actas).[11]
- EuroCup: 2024–25 – presente (designaciones documentadas).[12][13][14]

Partidos destacados (selección)
- Euroliga RS 2024–25: Paris Basketball – Partizan (07/11/2024, Adidas Arena). Árbitros: Carlos Peruga, Piotr Pastusiak, Christian Theis.[15]
- EuroCup 2024–25 (RS): Türk Telekom – Valencia (23/10/2024, Ankara Spor Salonu). Árbitros: Anne Panther, Marcin Kowalski, Christian Theis.[16]
- EuroCup 2024–25 (RS): Hapoel Tel Aviv – Budućnost (30/10/2024, Samokov Arena). Árbitros: Mario Majkić, Gentian Cici, Christian Theis.[17]
- EuroCup 2024–25 (RS): Bahçeşehir – Wolves Vilnius (04/12/2024, Sinan Erdem). Árbitros: Carlos Cortés, Guido Giovannetti, Christian Theis.[18]

## Alemania (BBL)
Árbitro A-Kader en la easyCredit BBL, con designaciones en liga regular y playoffs. Ejemplo: ratiopharm Ulm – FC Bayern (109–94, 08/04/2025), con terna Lottermoser–Cici–Theis.

## Actividad académica
Theis compagina el arbitraje con su labor como científico del deporte en la Universidad de Maguncia (Departamento de Didáctica/ Pedagogía del Deporte).